# Ildefons Cerdà (metropolitana di Barcellona)
Ildefons Cerdà è una stazione che serve come fermata della Linea 8 della metropolitana di Barcellona e delle linee S4, S8, S33, R5 ed R6 della Linea Llobregat-Anoia, operate da  FGC. La stazione è situata nel comune di Hospitalet de Llobregat lungo l'Avinguda de la Gran Via, all'altezza di Plaça Ildefons Cerdà in prossimità del complesso giudiziario e amministrativo di Ciutat de la Justícia.
È situata a 200 metri di distanza dalla stazione Ciutat de la Justícia della linea L10 Sud con cui costituisce interscambio pur mancando un passaggio di comunicazione diretto (è necessario uscire sulla sede stradale per passare da una stazione all'altra).
L'attuale stazione è stata inaugurata nel 1987 quando fu interrata la linea tra questa fermata e Sant Josep.

## Accessi
- Avinguda de la Gran Via